# Старый Юг
Географически, Старый Юг — это субрегион американского Юга, дифференцированный от Глубокого Юга, который состоит из тех южных штатов, которые входили в число тринадцати бывших британских колоний, которые, в свою очередь, и образовали тринадцать первых штатов США.
В культурном отношении термин «Старый Юг» используется для описания сельской части экономики южной территории Соединённых Штатов до Гражданской войны.

## География
История Старого Юга — это история рабовладельческой плантации, её происхождение, её расширение, его всепроникающее влияние на регион. Известно, что до Гражданской войны американцы оценивали южан, как отдельный народ, который обладал собственными ценностями и образом жизни.
В составе «южных колоний» находились Делавэр, Вирджиния, Мэриленд, Северная Каролина, Южная Каролина и Джорджия.

## Научная литература
- Smith, Mark M., "The Old South" (Malden, Mass: Blackwell Publishers, 2001).